# Sacrifice (együttes)
A Sacrifice egy kanadai thrash metal zenekar. Jelenleg négy tagja van: Rob Urbinati, Joe Rico, Scott Watts és Gus Pynn. Volt tagok: John Baldy, Craig Boyle, Ernst Flach, Mike Rosenthal és Kevin Wimberley.
1983-ban alakultak meg Torontóban. A zenekar eredetileg csak feldolgozásokat játszott, olyan, addigra már befutott és neves előadóktól, mint a Black Sabbath, a Metallica vagy a Judas Priest. Urbinati és Rico alapította meg a zenekart. Meghívták Scott Watts-ot, aki a basszusgitáros szerepét tölti be, és Craig Boyle-t, aki dobol. (Boyle az évek alatt kilépett az együttesből.) Első nagylemezüket 1986-ban adták ki, azóta még négy stúdióalbumot jelentettek meg. Több demót is kiadtak karrierjük kezdetén, valamint számtalanszor koncerteztek is. A Razor-rel, az Annihilator-rel és a Voivoddal együtt ők számítanak a kanadai thrash metal nagy négyesének. Fő témáik a halál, valamint a halál utáni élet. Egészen a mai napig jelen vannak, habár az évek során egyszer már feloszlottak. Először 1983-tól 1993-ig működtek, majd 2006-tól napjainkig.
Az amerikai Cannibal Corpse szokásától eltérően feldolgozott egy Sacrifice-számot a Red Before Black című stúdióalbumuk második lemezén. A Sacrifice mellett olyan együttesek dalait dolgozta fel a Cannibal Corpse, mint a honfitárs Razor, valamint az amerikai Metallica és Possessed, valamint a német Accept.

## Diszkográfia

### Stúdióalbumok
- Torment in Fire (1986)
- Forward to Termination (1987)
- Soldiers of Misfortune (1991)
- Apocalypse Inside (1993)
- The Ones I Condemn (2009)